# 산요 신칸센
산요 신칸센(일본어: 山陽新幹線)은 일본 오사카부 오사카시 요도가와구에 있는 신오사카역과 후쿠오카현 후쿠오카시 하카타구에 있는 하카타역을 잇는 서일본 여객철도(JR 서일본)의 신칸센 노선이다. 큐슈 신칸센과 도카이도 신칸센을 동시에 연결하는 기능도 가지고 있다.

## 개요

### 노선 연혁과 내역
1972년 3월 15일에 신오사카 역 ~ 오카야마역 구간이 개업하고, 1975년 3월 10일에 오카야마 역 ~ 하카타 역 사이가 개업하였다. 개업 이래 일본국철(현 JR)이 운영하였으나, 1987년의 일본국철 분할 민영화에 따라 이후의 운영은 서일본 여객철도(이하 JR 서일본)이 이어받고 있다. 단 차량 운영 관계로 이 구간은 JR 서일본 소속 차량 외에 도카이도 신칸센 직통 열차(일부 열차 제외)를 중심으로 도카이 여객철도(이하 JR 도카이) 소속 차량도 같이 운행하고 있다.
또한, 1987년 4월 민영화 기업인 JR 발족시에 당시 운수성에 제출된 사업기본계획이나 국토교통성 감수 《철도요람》에서는 신오사카 ~ 하카타 구간을 산요 신칸센으로 삼았지만, 국철 시대에 제정된 선로명칭에서는 병행하는 기존선(재래선)의 확장으로 취급되어 신오사카 ~ 신고베 구간이 도카이도 본선, 신고베 ~ 고쿠라 구간이 산요 본선, 고쿠라 ~ 하카타 구간이 가고시마 본선으로 되어 있었다.

### 노선 규격
도카이도 신칸센에 비해 선형이 좋기 때문에 고속 운행이 가능하며, 산요 신칸센내(히메지 ~ 하카타)에서는 500계 노조미(일본어: のぞみ)가 최고 속도 300 km/h 운행을 실시했다. 1993년 3월 18일에 산요 신칸센과 상호 직결운행을 개시한 '노조미'의 경우, 대개 도카이도 신칸센을 경유하여 도쿄역까지 직결 운행하고, 2011년 3월 12일부터 운행을 개시한 큐슈 신칸센의 '미즈호'와 '사쿠라'의 경우, 가고시마 중앙역까지 직결 운행한다. 2003년 10월 1일의 운행 시각표 개정 이후에는, 오카야마 이서에서의 도쿄 행은 전부 '노조미'다. 또한 신오사카 ~ 하카타 구간은 JR 서일본 소속 700계 7000번대로 히카리 레일스타(일본어: ひかりレールスター)와 신칸센 500계 전동차의 경우, 고다마호 8량 편성으로 고정 운행하고 있으며, 신오사카발 하카타역, 구마모토역 경유 가고시마추오역 간은 신칸센 N700계 전동차(서일본 여객철도/큐슈 여객철도 소속)의 경우, 8량 편성으로 상호 직결 운행 하고 있다.

## 역사
- 1965년 9월 9일 : 신오사카 역 ~ 오카야마역 구간 건설 계획이 승인
- 1967년 3월 16일 : 신오사카 역 ~ 오카야마역 구간 선로 공사 개시
- 1969년 6월 18일 : 오카야마 역 ~ 하카타역 구간 건설 계획이 승인
- 1970년 2월 10일 : 오카야마 역 ~ 하카타역 구간 선로 공사 개시
- 1972년 3월 15일 : 신오사카 역 ~ 오카야마역 구간 개업 및 도쿄까지의 직통 운행 개시
- 1975년 3월 10일 : 오카야마 역 ~ 하카타역 구간이 개업하면서 산요 신칸센 전 구간이 개통
- 1986년 11월 1일 : 일본국철(현 JR서일본) 최후의 시간표 개정으로 최고속도가 220킬로미터로 증속하여 히카리의 하카타 - 신오사카 주행 시간이 2시간 59분으로 감소
- 1987년 4월 1일 : 국철 분할 민영화에 의해 전 구간이 서일본 여객철도(이하 JR서일본)로 이관
- 1989년 3월 11일 : 100계 투입 개시
- 1993년 3월 18일 : 노조미호 도카이도 신칸센 직결 운행 개시
- 1997년 3월 22일 : 500계 투입 개시[1]
- 1999년 3월 13일 : 아사역 개업 및 700계 투입 개시[2]
- 2000년 3월 10일 : 700계 7000번대 투입 개시 및 식당차와 뷔페차가 이 날을 마지막으로 영업 종료[3]
- 2001년 10월 1일 : 700계 3000번대 투입 개시
- 2002년 11월 23일 : 그랜드 히카리호 열차 종운(終運)[4]
- 2003년 10월 1일 : 도카이도 신칸센의 시나가와역 개업과 동시에, 기존 오고리 역에서 신야마구치역으로 개명 및 정차와 동시에 히메지역, 후쿠야마역, 도쿠야마역 노조미가 추가로 정차를 개시했다.[5]
- 2007년 7월 1일 : N700계가 투입 개시
- 2008년 12월 1일 : 0계 열차 종운(終運) 및 500계 7000번대 고다마호 투입 개시[6]
- 2010년 3월 13일 : 다이어 개정으로 모든 정기 노조미가 N700계로 완전히 전환되었다.
- 2011년 3월 12일 : 규슈 신칸센 직결 운행 개시와 동시에 미즈호, 사쿠라호 개시
- 2012년 3월 16일 : 100계, 300계 열차 종운(終運) 및 출근 시간대 1회 운행 시 오카야마 ~ 히로시마 구간에 히카리호를 신설해 500계 7000번대 차량 운행을 시작했다.[7]
- 2015년 11월 7일 : 산요 신칸센 개통 40주년과 신세기 에반게리온 출시 20주년을 맞이해 신세기 에반게리온 열차 운행을 시작했다.[8]
- 2017년 2월 19일 : 기존 ATC-1에서 ATC-NS로 전환되면서 도쿄 ~ 하카타간 소요 시간이 5시간 3분에서 4시간 46분으로 단축되었다.[9]
- 2018년 5월 13일 : 이 날부터 신세기 에반게리온 열차 운행을 종료했다.[10]
- 2018년 6월 30일 : 이 날부터 헬로 키티 열차 운행을 시작했다.[11]

## 노선 정보
- 노선 거리(영업 거리)：644.0 km (실제 거리:553.7 km)

단, 신이와쿠니 ~ 도쿠야마 간을 통과할 때 운임·요금 계산에 쓰이는 간토쿠 선 경유 영업 거리는 622.3 km, 운임 계산 거리에서는 626.7 km
- 궤간 : 1,435mm (표준궤)
- 역 수 : 19
- 복선 구간 : 전 구간
- 전철화 구간 : 전 구간 (교류25,000V ·60 Hz)
- 보안장치 : ATC-NS, 차내 신호식(CS-ATC)

## 차량

### 차량의 개요와 그 변천
산요 신칸센의 운행 차량의 변천은 아래와 같다.
| 차량      | 최고 속도 （단위 : km/h） | 1970년대                            | 1980년대                            | 1980년대                            | 1980년대                            | 1990년대                            | 1990년대                            | 1990년대                            | 1990년대                            | 2000년대                            | 2000년대                            | 2000년대                            | 2010년대                            | 2010년대                            | 2010년대                            | 2020년대                            | 2020년대                            | 2020년대                            | 비고                           |  |  |  |  |
| 0계       | 220 km/h*                 | 1972년부터 2008년까지               | 1972년부터 2008년까지               | 1972년부터 2008년까지               | 1972년부터 2008년까지               | 1972년부터 2008년까지               | 1972년부터 2008년까지               | 1972년부터 2008년까지               | 1972년부터 2008년까지               | 1972년부터 2008년까지               | 1972년부터 2008년까지               |                                     |                                     |                                     |                                     |                                     |                                     |                                     | 1972년부터 1986년까지 210 km/h |  |  |  |  |
| 100계     | 220 km/h                  |                                     |                                     | 1985년부터 2012년까지               | 1985년부터 2012년까지               | 1985년부터 2012년까지               | 1985년부터 2012년까지               | 1985년부터 2012년까지               | 1985년부터 2012년까지               | 1985년부터 2012년까지               | 1985년부터 2012년까지               | 1985년부터 2012년까지               | 1985년부터 2012년까지               |                                     |                                     |                                     |                                     |                                     | 일부 230 km/h                  |  |  |  |  |
| 300계     | 270 km/h                  |                                     |                                     |                                     |                                     |                                     | 1993년부터 2012년까지               | 1993년부터 2012년까지               | 1993년부터 2012년까지               | 1993년부터 2012년까지               | 1993년부터 2012년까지               | 1993년부터 2012년까지               | 1993년부터 2012년까지               |                                     |                                     |                                     |                                     |                                     |                                |  |  |  |  |
| 500계     | 300 km/h                  |                                     |                                     |                                     |                                     |                                     |                                     | 1997년부터 현재까지                 | 1997년부터 현재까지                 | 1997년부터 현재까지                 | 1997년부터 현재까지                 | 1997년부터 현재까지                 | 1997년부터 현재까지                 | 1997년부터 현재까지                 | 1997년부터 현재까지                 | 1997년부터 현재까지                 | 1997년부터 현재까지                 | 1997년부터 현재까지                 | 8량 편성은 285 km/h            |  |  |  |  |
| 700계     | 285 km/h                  |                                     |                                     |                                     |                                     |                                     |                                     |                                     | 1999년부터 현재까지                 | 1999년부터 현재까지                 | 1999년부터 현재까지                 | 1999년부터 현재까지                 | 1999년부터 현재까지                 | 1999년부터 현재까지                 | 1999년부터 현재까지                 | 1999년부터 현재까지                 | 1999년부터 현재까지                 | 1999년부터 현재까지                 |                                |  |  |  |  |
| N700계    | 300 km/h                  |                                     |                                     |                                     |                                     |                                     |                                     |                                     |                                     |                                     | 2007년부터 현재까지                 | 2007년부터 현재까지                 | 2007년부터 현재까지                 | 2007년부터 현재까지                 | 2007년부터 현재까지                 | 2007년부터 현재까지                 | 2007년부터 현재까지                 | 2007년부터 현재까지                 |                                |  |  |  |  |
| N700A계   | 300 km/h                  |                                     |                                     |                                     |                                     |                                     |                                     |                                     |                                     |                                     |                                     |                                     |                                     | 2013년부터 현재까지                 | 2013년부터 현재까지                 | 2013년부터 현재까지                 | 2013년부터 현재까지                 | 2013년부터 현재까지                 |                                |  |  |  |  |
| N700S계   | 300 km/h                  |                                     |                                     |                                     |                                     |                                     |                                     |                                     |                                     |                                     |                                     |                                     |                                     |                                     |                                     | 2020년부터 현재까지                 | 2020년부터 현재까지                 | 2020년부터 현재까지                 |                                |  |  |  |  |
| 운영 회사 | 운영 회사                 | 일본국유철도(1972년부터 1987년까지) | 일본국유철도(1972년부터 1987년까지) | 일본국유철도(1972년부터 1987년까지) | 서일본여객철도(1987년부터 현재까지) | 서일본여객철도(1987년부터 현재까지) | 서일본여객철도(1987년부터 현재까지) | 서일본여객철도(1987년부터 현재까지) | 서일본여객철도(1987년부터 현재까지) | 서일본여객철도(1987년부터 현재까지) | 서일본여객철도(1987년부터 현재까지) | 서일본여객철도(1987년부터 현재까지) | 서일본여객철도(1987년부터 현재까지) | 서일본여객철도(1987년부터 현재까지) | 서일본여객철도(1987년부터 현재까지) | 서일본여객철도(1987년부터 현재까지) | 서일본여객철도(1987년부터 현재까지) | 서일본여객철도(1987년부터 현재까지) |                                |  |  |  |  |

## 운행 차량
| 차량    | 최고 속도 （단위 : km/h） | 최고 속도 （단위 : km/h） | 도입 시기 | 운행 중단 시기 |
| 차량    | 노조미 히카리             | 고다마                    | 도입 시기 | 운행 중단 시기 |
| ------- | ------------------------- | ------------------------- | --------- | -------------- |
| 0계     | 210 ~ 220                 | 210 ~ 220                 | 1972년    | 2008년         |
| 100계   | 220 ~ 230                 | 220 ~ 230                 | 1985년    | 2012년         |
| 300계   | 270                       | 270                       | 1993년    | 2012년         |
| 500계   | 285 ~ 300                 | 285 ~ 300                 | 1997년    | 현재           |
| 700계   | 270 ~ 285                 | 270 ~ 285                 | 2000년    | 현재           |
| N700계  | 285 ~ 300                 | 285 ~ 300                 | 2007년    | 현재           |
| N700S계 | 285 ~ 300                 | 285 ~ 300                 | 2020년    | 현재           |

## 역 목록
| 역명           | 일어 역명 | 노조미 | 히카리 | 미즈호 | 사쿠라 | 접속 노선 | 역간 거리 | 영업 거리 | 소재지     | 소재지           | 소재지           |
| -------------- | --------- | ------ | ------ | ------ | ------ | --- | --------- | --------- | ---------- | ---------------- | ---------------- |
| 신오사카       | 新大阪    | ●      | ●      | ●      | ●      | ■ 도카이도 신칸센 (직결 운행 있음) ■ 도카이도 본선 (JR 교토 선) ■ 오사카 시 교통국 지하철 미도스지 선                          | 0.0       | 0.0       | 오사카부   | 오사카시         | 요도가와구       |
| 신코베         | 新神戸    | ●      | ●      | ●      | ●      | ■ 고베 시 교통국 세이신야마테 선 호쿠신 급행 전철 호쿠신 선                                                                    | 36.9      | 36.9      | 효고현     | 고베시           | 주오구           |
| 니시아카시     | 西明石    | │      | ●      | │      | │      | ■ 산요 본선 (JR 고베 선) | 22.8      | 59.7      | 효고현     | 아카시시         | 아카시시         |
| 히메지         | 姫路      | ◆      | ●      | ◆      | ◆      | ■ 산요 본선 (JR 고베 선) ■ 반탄 선 ■ 기신 선                                                                                   | 32.0      | 91.7      | 효고현     | 히메지시         | 히메지시         |
| 아이오이       | 相生      | │      | ●      | │      | │      | ■ 산요 본선 ■ 아코 선 | 20.7      | 112.4     | 효고현     | 아이오이시       | 아이오이시       |
| 오카야마       | 岡山      | ●      | ●      | ●      | ●      | ■ 산요 본선 ■ 우노 선 ■ 쓰야마 선 ■ 기비 선                                                                                    | 67.9      | 180.3     | 오카야마현 | 오카야마시       | 기타구           |
| 신쿠라시키     | 新倉敷    | │      |        | │      | │      | ■ 산요 본선 | 25.2      | 205.5     | 오카야마현 | 구라시키시       | 구라시키시       |
| 후쿠야마       | 福山      | ◆      |        | │      | ●      | ■ 산요 본선 ■ 후쿠엔 선 | 33.1      | 238.6     | 히로시마현 | 후쿠야마시       | 후쿠야마시       |
| 신오노미치     | 新尾道    | │      |        | │      | │      | | 20.1      | 258.7     | 히로시마현 | 오노미치시       | 오노미치시       |
| 미하라         | 三原      | │      |        | │      | │      | ■ 산요 본선 ■ 구레선 | 11.5      | 270.2     | 히로시마현 | 미하라시         | 미하라시         |
| 히가시히로시마 | 東広島    | │      |        | │      | │      | | 39.6      | 309.8     | 히로시마현 | 히가시히로시마시 | 히가시히로시마시 |
| 히로시마       | 広島      | ●      |        | ●      | ●      | ■ 산요 본선 ■ 게이비 선 | 31.8      | 341.6     | 히로시마현 | 히로시마시       | 미나미구         |
| 신이와쿠니     | 新岩国    | │      |        | │      | │      | | 41.4      | 383.0     | 야마구치현 | 이와쿠니시       | 이와쿠니시       |
| 도쿠야마       | 徳山      | ◆      |        | \|     | ◆      | ■ 산요 본선 | 47.1      | 430.1     | 야마구치현 | 슈난시           | 슈난시           |
| 신야마구치     | 新山口    | ◆      |        | │      | ◆      | ■ 산요 본선 ■ 야마구치 선 ■ 우베 선                                                                                            | 44.3      | 474.4     | 야마구치현 | 야마구치시       | 야마구치시       |
| 아사           | 厚狭      | │      |        | │      | │      | ■ 산요 본선 ■ 미네 선 | 35.1      | 509.5     | 야마구치현 | 산요오노다시     | 산요오노다시     |
| 신시모노세키   | 新下関    | │      |        | │      | ◆      | ■ 산요 본선 | 26.6      | 536.1     | 야마구치현 | 시모노세키시     | 시모노세키시     |
| 고쿠라         | 小倉      | ●      |        | ●      | ●      | ■ 가고시마 본선 ■ 닛포 본선 | 19.0      | 555.1     | 후쿠오카현 | 기타큐슈시       | 고쿠라키타구     |
| 하카타         | 博多      | ●      |        | ●      | ●      | ■ 하카타미나미 선(일부 직결 운행) ■ 큐슈 신칸센(직결 운행 있음) ■ 가고시마 본선·사사구리 선 ■ 후쿠오카 시 교통국 지하철 공항선 | 67.2      | 622.3     | 후쿠오카현 | 후쿠오카시       | 하카타구         |

- 노 : 노조미 정차역 (도카이도 신칸센 직결 운행)
- 히 : 히카리 정차역 (도카이도 신칸센 직결 운행)
- 미 : 미즈호 정차역 (큐슈신칸센 직결 운행)
- 사 : 사쿠라 정차역 (큐슈신칸센 직결 운행)
- 고다마 등급은 각 역에 정차한다. (8량 편성 차량에 한함)

### 각 역의 구조
각 역 구내 배선 및 홈 형식을 표로 나타낸다.
원칙으로서 모든 열차가 정차하여 통과 열차가 없는 역에서는 "2면 4선"의 구내 배선이 기본이 된다. 즉, 섬식 홈을 2면 배치하여 정류장은 상하선에 각각 2개소, 총 4곳을 마련하는 구조이다. 상하선 모두 각각 2개의 열차가 동시에 정차 가능하고, 상호 환승이 가능한 배선이다.
통과 열차가 있는 역에서는, 본선(통과선)에 직접 홈을 마련하지 않고, 본선과는 별도로 대피선을 설치한 후에 홈을 마련하는 구조가 기본이다. 이는 홈의 이용객과 고속으로 통과하는 열차 사이에 거리를 확보하여 풍압 등에 의한 사고를 막는 것이 목적이다.
| 배선 분류 | 2면4선                          | 2면2선+통과선 | 2면3선+통과선                         | 2면2선   |
| 구내도    |                                 | |                                       |          |
| 해당역    | 오카야마역・히로시마역 고쿠라역 | 니시아카시역・아이오이 역 신쿠라시키역・후쿠야마역 신오노미치역・미하라역 히가시히로시마역・도쿠야마역 신야마구치역・아사역 | 히메지역・신이와쿠니역 신시모노세키역 | 신코베역 |

| 배선 분류 | 5면8선     | 3면6선   |
| 구내도    |            |          |
| 해당역    | 신오사카역 | 하카타역 |

## 운행 형태
| 열차 등급                                      | 신오사카 | 신코베 | 니시아카시 | 히메지 | 아이오이 | 오카야마 | 신쿠라시키 | 후쿠야마 | 신오노미치 | 미하라 | 히가시히로시마 | 히로시마 | 신이와쿠니 | 도쿠야마 | 신야마구치 | 아사 | 신시모노세키 | 고쿠라 | 하카타 |
| ---------------------------------------------- | -------- | ------ | ---------- | ------ | -------- | -------- | ---------- | -------- | ---------- | ------ | -------------- | -------- | ---------- | -------- | ---------- | ---- | ------------ | ------ | ------ |
| 미즈호 (큐슈 신칸센 직결 운행 - 8량 편성)      | ●        | ●      | ↔          | ■      | ↔        | ●        | ↔          | ■        | ↔          | ↔      | ↔              | ●        | ↔          | ↔        | ■          | ↔    | ↔            | ●      | ●      |
| 노조미 (도카이도 신칸센 직결 운행 - 16량 편성) | ●        | ●      | ■          | ■      | ↔        | ●        | ↔          | ■        | ↔          | ↔      | ↔              | ●        | ↔          | ■        | ■          | ↔    | ↔            | ●      | ●      |
| 사쿠라 (큐슈 신칸센 직결 운행 - 8량 편성)      | ●        | ●      | ↔          | ■      | ↔        | ●        | ↔          | ●        | ↔          | ↔      | ↔              | ●        | ↔          | ■        | ■          | ↔    | ■            | ●      | ●      |
| 히카리 (도카이도 신칸센 직결 운행 - 16량 편성) | ●        | ●      | ■          | ●      | ■        | ●        | ●          | ●        | ●          | ●      | ●              | ●        | ●          | ●        | ●          | ↔    | ●            | ●      | ●      |
| 히카리 레일스타 (8량 편성)                     |          |        |            |        |          | ●        | ●          | ●        | ●          | ●      | ●              | ●        | ●          | ●        | ●          | ↔    | ●            | ─      | ─      |
| 고다마 (8량 편성)                              | ●        | ●      | ●          | ●      | ●        | ●        | ●          | ●        | ●          | ●      | ●              | ●        | ●          | ●        | ●          | ●    | ●            | ●      | ●      |
| 쓰바메 (큐슈 신칸센 직결 운행)                 |          |        |            |        |          |          |            |          |            |        |                |          |            |          |            |      | ●            | ●      | ●      |
| ●＝정차；■＝일부 정차；↔＝통과 ; ─ = 미운행    |          |        |            |        |          |          |            |          |            |        |                |          |            |          |            |      |              |        |        |

### 열차 애칭

#### 미즈호
8량 편성의 미즈호는 2011년에 큐슈 신칸센 개통과 동시에 운행 개시된 명칭으로 신코베, 오카야마, 히로시마, 고쿠라, 하카타, 구마모토만 정차 했으나 2018년 3월 17일 다이야 개정으로 왕복 2회에 한해 구루메, 센다이에 정차하기 시작했다.

#### 노조미
16량 편성의 노조미는 1992년 3월 14일부터 도카이도 신칸센 구간에 한해 운행을 개시하였으며, 보통 시간당 9편이 운행된다. 대부분의 열차가 1993년 3월 18일부터 도카이도 신칸센과 직통 운전이 시작되었고 오카야마역, 히로시마역, 하카타역까지 운전되며 일부는 신오사카역까지만 운행된다. 매시 10분발과 30분발이 하카타 행이며, 열차 번호는 1호부터 순서대로 부여된다. 2012년 3월 17일 다이어 개정시부터 모든 정기 노조미가 N700계로 운행하고 있다.
노조미 99호는 오전 6시에 시나가와 발 하카타 행으로 운전되며, 상행인 노조미 100호는 니시아카시 발 도쿄 행으로 운행한다. 이 노조미 이외 나머지는 니시아카시 역을 통과한다. 오전 6시대에 오카야마나 히로시마 발 노조미도 5편 정도 설정되어 있다. 2012년 3월 17일 다이어 개정 기준으로 정기 노조미는 총 163편이 된다. 2012년 3월 17일의 시각표 개정 이후 도쿄 - 신오사카 구간의 소요 시간은 최소 2시간 33분, 도쿄발 막차는 21:20 신오사카행이다.

#### 사쿠라
8량 편성의 사쿠라는 2011년에 큐슈 신칸센 개통과 동시에 운행 개시된 명칭으로 출근 시간대에 한해서 구마모토에서 출발하는 시간이 있다. 낮시간대의 경우 하카타에서 가고시마추오까지 오가는 시간이 있으므로, 기존 히카리호 등급을 대체하는 열차 등급이다.

#### 히카리
16량 편성의 히카리는 도카이도 신칸센이 개통된 1964년 10월 1일부터 운행을 개시하였으며, 당시에는 가장 빠른 등급의 열차였다. 히카리는 노조미 정차역 외에 오다와라, 아타미, 미시마, 시즈오카, 하마마쓰, 도요하시, 기후하시마, 마이바라 가운데 3~4개 역에 번갈아가며 정차한다. 시간당 2편이 운전되며, 2013년 3월 16일 다이어 개정으로 매일 아침 7시 3분에서 저녁 5시 3분까지 도쿄에서 발차하는 히카리는 시즈오카, 하마마쓰, 나고야, 신오사카역을 경유하여, 오카야마까지 운행하고, 저녁 6시 3분과~8시 3분에 도쿄에서 출발하는 히카리는 오다와라, 기후하시마, 마이바라, 신오사카역까지 운행한다. 산요 신칸센 구간에선, 시즈오카, 하마마쓰, 나고야, 신오사카역을 경유하여, 오카야마까지의 모든 역에 정차한다. 아침 6시에 신요코하마에서 발차하는 히카리는 히로시마까지 운행된다.

#### 히카리 레일스타
8량 편성의 히카리 레일스타는 히카리의 열차 명칭으로 웨스트 히카리의 후속으로 도입되었다. 2000년부터 서일본여객철도가 운영한 고속열차 등급으로, 700계 7000번대로 운행한다. 사쿠라 등장 이전에 빠른 열차에 속했으나 2011년 큐슈 신칸센 전 구간 개통으로 순차별로 고다마로 등급이 강등되었다. 현재 신오사카 ~ 하카타 구간을 운행하는 열차는 통과 역이 적고 소요 시간도 3시간 반으로 늘어났고 이 중 신오사카 방면 운행 시 편도로 운행하는 오카야마로 가는 열차의 경우 신시모노세키, 아사를 제외한 모든 역을 정차한다.

#### 고다마
8량 편성의 고다마는 가장 느린 등급의 열차로, 시간당 2편이 설정되어 있다. 신오사카 발착 1편과 오카야마 발착 1편으로 구성되어 있으며, 이른 아침이나 심야에는 히로시마·신야마구치·고쿠라 발착 열차도 다닌다. 고다마는 19개 역 전 역에 정차한다.

#### 쓰바메
쓰바메는 고다마처럼, 가장 느린 등급의 열차로, 시간당 편도 1편이 설정되어 있다. 2012년 3월에 다이야 개정으로 큐슈 신칸센과 직결 운행을 시작하면서 고쿠라까지 연장되었다가 2013년 3월 다이야 개정으로 큐슈 신칸센 직결 노선이 폐지되었다. 2017년 3월 다이야 개정으로 왕복 1회 운행 시 큐슈 신칸센과 다시 직결 운행을 시작했다.